# Bridget Jones Baby
Série Bridget Jones
Bridget Jones : L'Âge de raison
(2004) Bridget Jones : Folle de lui
(2025)
Pour plus de détails, voir Fiche technique et Distribution.
Bridget Jones Baby ou Le Bébé de Bridget Jones au Québec (Bridget Jones's Baby) est un film multinational réalisé par Sharon Maguire et sorti en 2016.
Ce film est le troisième volet de la saga cinématographique sur le personnage Bridget Jones, partiellement adapté du quatrième roman de la franchise littéraire d'Helen Fielding intitulé Bridget Jones Baby : Le Journal (Bridget Jones's Baby: The Diaries), publié en 2016. Il n'est donc pas l'adaptation cinématographique de Bridget Jones : Folle de lui, troisième roman de la série paru en 2013, et dont l'adaptation sort en 2025.

## Synopsis
Bridget Jones a désormais la quarantaine et est redevenue célibataire. Séparée de Mark Darcy, elle se concentre sur sa carrière et sur ses amies, et délaisse sa vie amoureuse. Alors que tout va pour le mieux, Bridget rencontre Jack mais retrouve aussi Mark. Tout bascule lorsqu'elle apprend qu'elle est enceinte... mais de qui ?

## Fiche technique
- Titre original : Bridget Jones's Baby
- Titre français : Bridget Jones Baby
- Titre québécois : Le Bébé de Bridget Jones
- Réalisation : Sharon Maguire
- Scénario : Helen Fielding, Emma Thompson et Dan Mazer, d'après les personnages et une histoire créés par Helen Fielding
- Musique : Craig Armstrong
- Direction artistique : Emma MacDevitt, Jonathan Houlding et David Hindle
- Décors : John Paul Kelly
- Costumes : Steven Noble
- Photographie : Andrew Dunn
- Son : Brendan Nicholson, Adam Scrivener
- Montage : Melanie Oliver
- Production : Tim Bevan, Eric Fellner et Debra Hayward

Production déléguée : Helen Fielding, Liza Chasin et Amelia Granger
Production associée : Harriet Spencer
Coproduction : James Biddle et Jane Robertson
- Sociétés de production[1] :
  - Royaume-Uni : Working Title Films
  - Chine : Perfect World Pictures
  - États-Unis : avec la participation de Universal Pictures et Miramax
  - France : avec la participation de Studiocanal
- Sociétés de distribution :
  - Royaume-Uni, France, Belgique : Universal Pictures International
  - États-Unis : Universal Pictures
  - Canada : Universal Pictures Canada
  - Japon : Toho-Towa
- Budget : 35 millions de $[2]
- Pays d'origine[3],[4] :  Royaume-Uni,  Irlande,  France,  États-Unis,  Japon,  Chine
- Langue originale : anglais, italien
- Format[5] : couleur - D-Cinema - 2,39:1 (Cinémascope) - son Dolby Atmos | DTS (DTS: X) | Dolby Digital | Dolby Surround 7.1
- Genre : comédie romantique
- Durée : 123 minutes
- Dates de sortie[6]  :
  - Royaume-Uni, Irlande, États-Unis, Canada : 16 septembre 2016
  - France, Suisse romande[7] : 5 octobre 2016
  - Belgique : 12 octobre 2016
  - Japon : 29 octobre 2016
  - Chine : 1er janvier 2017
- Classification[8] :
  -  Royaume-Uni : Interdit aux moins de 15 ans (15 - Suitable only for 15 years and over)[9].
  -  Irlande : Interdit aux moins de 15 ans, sauf s'ils sont accompagnés d'un adulte (15A - Minimum age for admission is 15)[Note 1].
  -  États-Unis : Interdit aux moins de 17 ans (R – Restricted)[Note 2].
  -  France : Tous publics (visa d'exploitation no 145230 délivré le 27 septembre 2016)[10]
  -  Japon : Tous publics - Pas de restriction d'âge (Eirin - G).
  -  Chine : Pas de système.

## Distribution
- Renée Zellweger (VF : Odile Cohen ; VQ : Julie Burroughs) : Bridget Jones
- Colin Firth (VF : Christian Gonon ; VQ : Jean-Luc Montminy) : Mark Darcy
- Patrick Dempsey (VF : Damien Boisseau ; VQ : Benoît Éthier) : Jack Qwant
- Jim Broadbent (VQ : Jean-Marie Moncelet) : Colin Jones, le père de Bridget.
- Gemma Jones (VQ : Claudine Chatel) : Pamela Jones, la mère de Bridget.
- Sarah Solemani (VF : Stéphanie Hédin) : Miranda, la collègue de Bridget.
- James Callis (VF : Sébastien Desjours ; VQ : François Godin) : Tom, un ami de Bridget.
- Shirley Henderson (VF : Marie Diot ; VQ : Marika Lhoumeau) : Jude, la meilleure amie de Bridget.
- Sally Phillips (VQ : Lisette Dufour) : Sharon « Shazza », une amie de Bridget.
- Neil Pearson (en) (VQ : Sébastien Dhavernas) : Richard Finch
- Kate O'Flynn (en) (VF : Laetitia Coryn) : Alice Peabody
- Emma Thompson (VF : Frédérique Tirmont ; VQ : Élise Bertrand) : Dr Rawlings
- Julian Rhind-Tutt (VF : Gwendal Anglade) : Fergus
- Ben Willbond (en) : Giles
- Joanna Scanlan : Cathy
- Celia Imrie (VF : Frédérique Cantrel) : Una Alconbury
- James Faulkner : l'oncle Geoffrey
- Enzo Cilenti : Gianni
- Jessica Stevenson : Magda
- Dolly Wells : Woney
- Donald Douglas (en) : l'amiral Darcy
- Shirley Dixon : Mme Darcy
- Nick Mohammed : Ariyaratna
- Patrick Malahide : George Wilkins
- Darren Boyd : Jeremy
- Tom Rosenthal : Josh
- Ed Sheeran : lui-même

 Source et légende : version française (VF) sur RS Doublage ; version québécoise (VQ) sur Doublage.qc.ca

## Distinctions
En 2017, Bridget Jones Baby a été sélectionné 8 fois dans diverses catégories et a remporté 2 récompenses.

### Récompenses
- Alliance des femmes journalistes de cinéma 2017 :
  - Récompenses spéciales EDA de la Pire image de la femme décerné à Sharon Maguire et Renée Zellweger.
- Société Américaine des Compositeurs, Auteurs et Éditeurs de Musique 2017 :
  - Prix ASCAP des Meilleurs films au box-office décerné à Craig Armstrong.

### Nominations
- Globes de cristal 2017 : Meilleur film étranger pour Sharon Maguire.
- Prix du cinéma britannique du Evening Standard 2017 : Meilleure actrice dans un second rôle pour Sarah Solemani.
- Prix du cinéma européen 2017 : nommé au Prix du public du cinéma européen pour Sharon Maguire.
- Prix nationaux du cinéma (Royaume-Uni) (National Film Awards UK) 2017 :
  - Meilleure actrice pour Renée Zellweger,
  - Meilleur acteur dans un second rôle pour Jim Broadbent,
  - Meilleure actrice dans un second rôle pour Gemma Jones.

## Autour du film
- Hugh Grant a refusé de reprendre le rôle de Daniel Cleaver, car le scénario ne lui convenait pas. Pour compenser son absence, un nouvel amant de Bridget fait son apparition : Jack Qwant, interprété par l'acteur américain Patrick Dempsey.
- Non seulement Emma Thompson joue dans le film mais elle en est aussi la coscénariste.